# Ringwall Gebhardshagen
Der Ringwall Gebhardshagen ist eine abgegangene Ringwallanlage im Stadtteil Gebhardshagen der Stadt Salzgitter in Niedersachsen. Bei der heute im Wald gelegenen Befestigungsanlage handelt es sich vermutlich um eine frühmittelalterliche Fliehburg.

## Beschreibung
Der Ringwall liegt an einem Pass, der durch den Salzgitter-Höhenzug führt. Die Höhenburganlage in der Form eines unregelmäßigen Vierecks hat eine Ausdehnung von rund 200 × 260 Meter und nimmt eine Fläche von 2,4 Hektar ein. Sie bestand aus einem Wall, der heute noch in einer Breite von etwa 10 Meter und einer Höhe von 80 cm vorhanden ist. Die Anlage war von einem Graben umschlossen, der noch bis zu 8 Meter breit und fast 70 cm tief ist.
Eine schriftliche Überlieferung zu der Anlage besteht nicht. Sie wurde 1915 von Carl Schuchhardt dokumentiert. 1933 wurde innerhalb des aus Erdreich bestehenden Walls eine 2,5 Meter mächtige Trockenmauer aus Kalkstein entdeckt.